# Élections régionales de 1990 dans les Pouilles
Les élections régionales de 1990  dans les Pouilles (en italien : Elezioni regionali in Puglia del 1990) se tiennent les 6 et 7 mai 1990 afin d'élire les 50 membres de la Ve législature du conseil régional des Pouilles.

## Contexte
Après le dernier scrutin, le démocrate-chrétien Salvatore Fitto est porté à la tête de la région, avec une coalition dite Pentapartito, composée de la DC, du PSI, du PSDI, du PRI, et du PLI. Fitto démissionne en 1988, pour être remplacé par Giuseppe Colasanto, aussi de la DC, avec une coalition similaire, qui dure jusqu'à la fin de la législature.

## Mode de scrutin
Le conseil régional des Pouilles (en italien : Consiglio Regionale della Puglia) est constitué de 50 conseillers élus pour cinq ans au scrutin proportionnel avec vote préférentiel et sans seuil électoral dans 5 circonscriptions plurinominales qui correspondent aux provinces.
Chaque électeur peut exprimer jusqu'à trois votes de préférence sur la liste à laquelle il accorde son suffrage. Les mandats sont ensuite répartis à la proportionnelle d'Hagenbach-Bischoff. Les sièges sont ensuite pourvus par les candidats comptant le plus grand nombre de voix préférentielles.
Les mandats qui n'ont pas été attribués à l'issue du premier décompte et les voix qui n'ont pas été utilisées sont rassemblés au niveau régional et distribués à la proportionnelle de Hare. Ils sont attribués, pour chaque parti, dans les provinces en fonction du ratio entre les votes restants et le total des suffrages exprimés.

### Répartition des sièges
| Provinces | Sièges | +/-           |
| --------- | ------ | ------------- |
| Bari      | 20     | 1             |
| Brindisi  | 4      | 1             |
| Foggia    | 10     | 1             |
| Lecce     | 10     | en stagnation |
| Tarente   | 6      | 1             |
| Total     | 50     | en stagnation |

## Principales forces politiques
| Parti | Parti                                                                                   | Idéologie                                                  |
| ----- | --------------------------------------------------------------------------------------- | ---------------------------------------------------------- |
|       | Démocratie chrétienne Democrazia Cristiana                                              | Centre Démocratie chrétienne, antifascisme, anticommunisme |
|       | Parti communiste italien Partito Comunista Italiano                                     | Gauche Communisme, eurocommunisme, marxisme-léninisme      |
|       | Parti socialiste italien Partito Socialista Italiano                                    | Gauche Socialisme, réformisme, marxisme                    |
|       | Parti social-démocrate italien Partito Socialista Democratico Italiano                  | Centre gauche Social-démocratie, socialisme                |
|       | Parti libéral italien Partito Liberale Italiano                                         | Centre droit Libéralisme, libérisme                        |
|       | Mouvement social italien – Droite nationale Movimento Sociale Italiano–Destra Nazionale | Extrême droite Néofascisme, nationalisme, anticommunisme   |
|       | Parti républicain italien Partito Repubblicano Italiano                                 | Centre Républicanisme, mazzinisme                          |

## Résultats

### Voix et sièges
|                        |                                                      |           |       |      |        |               |  |  |  |  |  |  |  |  |
| Parti                  | Parti                                                | Voix      | %     | +/-  | Sièges | +/-           |  |  |  |  |  |  |  |  |
|                        | Démocratie chrétienne (DC)                           | 978 734   | 40,70 | 2,31 | 22     | 2             |  |  |  |  |  |  |  |  |
|                        | Parti socialiste italien (PSI)                       | 474 404   | 19,73 | 4,69 | 10     | 2             |  |  |  |  |  |  |  |  |
|                        | Parti communiste italien (PCI)                       | 449 969   | 18,71 | 5,71 | 10     | 3             |  |  |  |  |  |  |  |  |
|                        | Mouvement social italien – Droite nationale (MSI-DN) | 149 707   | 6,23  | 4,05 | 3      | 2             |  |  |  |  |  |  |  |  |
|                        | Parti social-démocrate italien (PSDI)                | 104 055   | 4,33  | 0,08 | 2      | en stagnation |  |  |  |  |  |  |  |  |
|                        | Parti républicain italien (PRI)                      | 71 554    | 2,98  | 0,26 | 1      | en stagnation |  |  |  |  |  |  |  |  |
|                        | Liste verte (LV)                                     | 53 232    | 2,21  | 1,15 | 1      | 1             |  |  |  |  |  |  |  |  |
|                        | Parti libéral italien (PLI)                          | 52 871    | 2,20  | 0,45 | 1      | en stagnation |  |  |  |  |  |  |  |  |
|                        | Les Verts Arc-en-ciel (VA)                           | 27 253    | 1,13  | Nv.  | 0      | en stagnation |  |  |  |  |  |  |  |  |
|                        | Démocratie prolétarienne (DP)                        | 19 032    | 0,79  | 0,01 | 0      | en stagnation |  |  |  |  |  |  |  |  |
|                        | Anti-prohibitionnistes des drogues (AsD)             | 17 989    | 0,75  | Nv.  | 0      | en stagnation |  |  |  |  |  |  |  |  |
|                        | Ligue du Sud-Pouilles (LS)                           | 6 072     | 0,25  | Nv.  | 0      | en stagnation |  |  |  |  |  |  |  |  |
|                        |                                                      |           |       |      |        |               |  |  |  |  |  |  |  |  |
| Suffrages exprimés     | Suffrages exprimés                                   | 2 404 872 | 91,16 |      |        |               |  |  |  |  |  |  |  |  |
| Votes blancs           | Votes blancs                                         | 116 702   | 4,42  |      |        |               |  |  |  |  |  |  |  |  |
| Votes nuls             | Votes nuls                                           | 116 344   | 4,41  |      |        |               |  |  |  |  |  |  |  |  |
| Total                  | Total                                                | 2 637 918 | 100   | -    | 50     | en stagnation |  |  |  |  |  |  |  |  |
| Abstention             | Abstention                                           | 492 611   | 15,74 |      |        |               |  |  |  |  |  |  |  |  |
| Inscrits/Participation | Inscrits/Participation                               | 3 130 529 | 84,26 |      |        |               |  |  |  |  |  |  |  |  |

## Conséquences
Le démocrate-chrétien Michele Bellomo succède à son collègue Giuseppe Collasanto, à la tête d'une nouvelle coalition Pentapartito. Il démissionne en 1992, pour être remplacé par un gouvernement de gauche (PSI, PSDI et PDS - ancien PCI), mené par le socialiste Cosimo Convertino. Cependant, ce cabinet a été porté au pouvoir avec les voix du MSI. Convertino démissionne quelques jours plus tard, devant les protestations de tous les bords politiques. Giovanni Copertino, de la DC, lui succède pendant moins d'un an, avant d'être remplacé par Vito Savino (aussi de la DC), qui gouverne pendant quelques mois, allié aux socialistes. Giuseppe Martellotta le remplace en 1994, pour gouverner avec son parti, le PPI (l'ancienne DC), le PSI et le PSDI, jusqu'à la fin de la législature.